# Sara Zyskind
Sara Zyskind właściwie Sara Plager (ur. 26 marca 1927 w Łodzi, zm. w 1994 w Tel Awiwie) – polska Żydówka, łodzianka, więźniarka Ghetto Litzmannstadt, przeżyła Holocaust, autorka 2 książek autobiograficznych, po wojnie żyła i zmarła w Izraelu.

## Życiorys
Urodziła się w Łodzi w zamożnej rodzinie Plagerów. Jej rodzice to Anszel Kalman (1897–1943), pochodzący z Drohobycza i Mindla z Biedermanów (1900–1940). Oboje zmarli w getcie łódzkim i pochowani zostali na cmentarzu przy ul. Brackiej.
Wcześnie osierocona przeżyła trudy i grozę codziennych dni łódzkiego getta. Stworzone przez hitlerowców w 1940 w Łodzi na terenie najbiedniejszej dzielnicy miasta – Bałut – getto było wielkim obozem przymusowej pracy. Małe dzieci i „nieproduktywni” dorośli zostali przez hitlerowców zgładzeni, wszyscy zdolni do pracy pracowali w mniejszych czy większych przedsiębiorstwach produkcyjnych zwanych „resortami” i tylko oni dostawali żywność. Od 1942 pracowała w resorcie bieliźniarskim, szyjąc gorsety i biustonosze. W sierpniu 1944 podczas likwidacji getta została wywieziona do obozu koncentracyjnego w Auschwitz-Birkenau, a stamtąd do innych obozów. 
Po wyzwoleniu wróciła do Łodzi, ale okazało się, że cała jej rodzina została wymordowana, postanowiła więc wyjechać z Polski. W 1948 wraz z grupą członków łódzkiego kibucu przedostała się nielegalnie za granicę, zmierzając do Palestyny. Zatrzymana przez Anglików podczas rejsu do Palestyny, była internowana w obozie dla uchodźców na Cyprze. 

Po kilku miesiącach przybyła jednak, już do Izraela, w grupie imigracyjnej „Alumim” (obecnie kibuc Saad).
Podczas wojny izraelsko-arabskiej (1948-1949) walczyła z bronią w ręku o niepodległość swojego nowego kraju. Po demobilizacji osiadła w Tel-Awiwie, wyszła za mąż. W instytucjach oświatowych i wychowawczych na terenie Izraela odbywała spotkania, mówiła o Holocauście. 
Wchodziła w skład grupy założycieli Towarzystwa Przyjaźni Polsko-Izraelskiej i była członkiem zarządu Związku Byłych Mieszkańców Łodzi w Izraelu. Okupacyjne przeżycia swoje i męża Eliezera opisała w autobiograficznych książkach Skradzione lata i Światło w dolinie łez, które wydano w Izraelu, Polsce i Stanach Zjednoczonych.
Zmarła w Tel-Awiwie w 1994.